# Men Who Save the World (film 2014)
Men Who Save the World (Lelaki harapan dunia) è un film del 2014, scritto e diretto da Liew Seng Tat.

## Trama
Pak Awang vuole regalare una casa abbandonata nella giungla alla figlia in procinto di sposarsi. Vinta la resistenza degli abitanti del villaggio, convinti che l’abitazione sia stregata, iniziano i lavori per spostarla a braccia. Nel frattempo, però, l’immigrato africano Solomon si è nascosto nella casa per fuggire ad alcuni malavitosi: nessuno lo vede tranne lo sballato Wan, che si convince si tratti del demonio risvegliato dallo spostamento. Nel villaggio si scatena il panico: ogni banale incidente è ricondotto al maligno, e la paura genera sospetti che a poco a poco convergono su Pak Awang, l’unico a non credere alla visione di Wan.

## Produzione
Le riprese del film si sono svolte a Kuala Kangsar, nel Perak.

## Distribuzione
La première del film ha avuto luogo l'11 agosto 2014 al Locarno Film Festival (sezione Cineasti del Presente). In Italia, il film è stato presentato il 24 novembre 2014 al trentaduesimo Torino Film Festival (sezione TorinoFilmLab). In Malaysia il film è stato distribuito il 27 novembre 2014.

## Accoglienza
Il film ha ricevuto recensioni contrastanti, con elogi per l'umorismo e la fotografia. Critici hanno però sottolineato l'assenza di attrici e la presenza invece di un certo razzismo e modo di presentare l'omosessualità.
Kamran Ahmed, del portale di intrattenimento Nextprojection.com: "È una forma di umorismo estremo ed esagerato che funziona bene per fare alcune osservazioni ironiche o sardoniche...".
Shelly Kraicer, del portale cinematografico Cinema-scope.com: "[...] si propone di essere una commedia chiassosa di travestimenti rurali e fantasmi, ma ha correnti sotterranee affascinanti e in qualche modo mascherate che suggeriscono qualcosa di più serio."
Jenna Hossack del portale di intrattenimento dorkshelf.com definisce il film con due parole: "Vibrante e divertente".
Shane Scott-Travis del portale di intrattenimento vivascene.com dà 4 stelle su 5 per questo film.
K. Anand del portale di notizie The Malaysian Insider: "il miglior film locale quest'anno e tra i migliori film del decennio".
Jay Weissberg di Variety ha criticato il film per aver giocato con questioni di omosessualità e razzismo: "Questa commedia ultraleggera su una casa apparentemente infestata nella giungla è carica di scene razzialmente problematiche e gag omofobe, inoltre a malapena una riga viene pronunciata dai personaggi femminili emarginati".
Justin Lowe di The Hollywood Reporter ha dichiarato: "Dal ridicolo degli abitanti dei villaggi superstiziosi agli stereotipi africani e all'emarginazione totale delle donne, il film di Liew va avanti con a malapena una pista. La sua sceneggiatura puerile porta inutilmente fuori strada i famosi membri del cast malese e restituisce poco allo sforzo chiaramente significativo richiesto per spostare la casa e girare ampi filmati nelle profondità della giungla".
Nazim Masnawi del portale di notizie Malaysiakini osserva che il film imita lo stile dei primi film di Mamat Khalid, ma mentre Mamat "dà ancora simpatia alla sua schiera di personaggi", Liew è "davvero brutale con la sua satira".
Aidil Rusli di TheStar osserva che questo film è pieno di potenziale che non può essere trasposto correttamente.

## Riconoscimenti
- 2016 - Premio Oscar
  - Candidatura come Miglior film in lingua straniera
- 2015 - Festival Filem Malaysia
  - Miglior film
  - Miglior regista
  - Miglior storia originale
  - Miglior montaggio del suono
  - Miglior attore bambino a Raykarl Iskandar
  - Miglior production design
- 2015 - Film Critics Society Awards
  - Miglior film
  - Miglior regista
  - Miglior attore a Wan Hanafi Su
  - Miglior sceneggiatura
  - Miglior fotografia